# Stara Sławogóra
Stara Sławogóra (prononciation : [ˈstara]) swavɔˈɡura] ) est un village polonais de la gmina de Szydłowo dans la powiat de Mława de la voïvodie de Mazovie dans le centre-est de la Pologne.
Il se situe à environ 7 kilomètres à l'est de Mława (siège de la powiat) et à 109 kilomètres au nord de Varsovie (capitale de la Pologne).
Le village compte approximativement une population de 190 habitants en 2006.

## Histoire
De 1975 à 1998, le village appartenait administrativement à la voïvodie de Ciechanów.